# Campo Lara
Campo Lara es una población del municipio Lagunillas en el estado Zulia (Venezuela), es la capital de la Parroquia Campo Lara. 

## Ubicación
Se encuentra junto a la carretera Lara – Zulia al norte del río Pueblo Viejo o Burro Negro.

## Zona Residencial
Campo Lara es un pueblo agrícola en la zona rural del municipio Lagunillas, tiene un complejo ferial, una manga de coleo donde se efectúan las fiestas patronales en honor a San José. Las tierras llanas y las cañadas y ríos que pasan por la zona favorecen la actividad agrícola y ganadera.

## Vialidad y Transporte
El principal acceso a Campo Lara es por la carretera Lara – Zulia, el pueblo en sí tiene pocas calles.
Existe una línea de autos Campo Lara que lo comunica con Ciudad Ojeda y Lagunillas

## Sitios de Referencia
- Iglesia Ministerio Internacional Vida Plena en Jesús
- “Liceo Nacional Anselmo Belloso Rodríguez”
- Clínica Popular I Campo Lara.
- Iglesia San José
- Complejo Ferial Campo Lara
- Manga de Coleo
- E/S Trébol